# Veerakkalpudur
Veerakkalpudur è una suddivisione dell'India, classificata come town panchayat, di 16.358 abitanti, situata nel distretto di Salem, nello stato federato del Tamil Nadu. In base al numero di abitanti la città rientra nella classe IV (da 10.000 a 19.999 persone).

## Geografia fisica
La città è situata a 11° 49' 26 N e 77° 51' 21 E.

## Società

### Evoluzione demografica
Al censimento del 2001 la popolazione di Veerakkalpudur assommava a 16.358 persone, delle quali 8.581 maschi e 7.777 femmine. I bambini di età inferiore o uguale ai sei anni assommavano a 1.530, dei quali 814 maschi e 716 femmine. Infine, coloro che erano in grado di saper almeno leggere e scrivere erano 12.656, dei quali 7.135 maschi e 5.521 femmine.